# Санта Филомена (Потенца)
Санта Филомена (итал. Santa Filomena) је насеље у Италији у округу Потенца, региону Базиликата.
Према процени из 2011. у насељу је живело 454 становника. Насеље се налази на надморској висини од 831 м.